# Фьокки, Винченцо
Винченцо Фьокки (итал. Vincenzo Fiocchi; 1767, Рим — 1843, Париж) — итальянский композитор, пианист и музыковед

.
Учился в консерватории Пьета-деи-Туркини в Неаполе у Феделе Фенароли, затем в Болонье у Джованни Баттиста Мартини. Работал органистом в Риме, затем перебрался во Флоренцию. В конце XVIII века ряд опер Фьокки был поставлен на сценах Флоренции, Венеции, Милана и других итальянских городов.
В 1802 году обосновался в Париже, дебютировав здесь в том же году в Театре Фейдо оперой «Слуга двух господ» (фр. Le Valet des deux Maîtres). Не добившись с ней успеха, обратился в дальнейшем преимущественно к инструментальной музыке и преподаванию. Опубликовал «Собрание дуэтов и ариетт» (фр. Collection de duos et ariettes; 1806) на слова Пьетро Метастазио, «Ричеркары на два и три голоса» (1808), сборник «Церковная музыка для трёх голосов без сопровождения» (фр. Musique sacrée à 3 voix sans instruments; 1812) и т. д. В 1811 г. предпринял попытку вернуться на оперную сцену с оперой «Софокл» (либретто Этьенна Мореля). Преподавал различные дисциплины в Парижской консерватории (среди его учеников, в частности, Жан-Батист Рукур). В 1807 г. вместе с Александром Этьенном Шороном выпустил учебное пособие «Принципы аккомпанирования в итальянских школах» (фр. Principes d'accompagnement des écoles d'Italie).